# Alberto Ferrero
Alberto Ferrero Gordiola (Uruguay, 15 de noviembre de 1944) es un exfutbolista uruguayo nacionalizado chileno. Jugaba de delantero y militó en diversos clubes de Uruguay y Chile. Es plenamente identificado con Santiago Wanderers, club con el cual, fue campeón y goleador en el Torneo Chileno de 1968 y máximo goleador de la Copa Libertadores 1969.

## Carrera
Después de haber jugado para Peñarol en su país de origen (se formó futbolísticamente en Racing de Montevideo), Ferrero se trasladó directamente a Chile, donde permaneció durante el resto de su carrera. Primero se unió a Santiago Wanderers, donde anotó seis goles en 13 partidos, durante la temporada 1968 (ese mismo año, el equipo "caturro" se coronó campeón de Chile). Su mejor temporada a nivel local, fue en el Campeonato Nacional de 1969, donde anotó 18 goles en 35 partidos, siendo el segundo máximo goleador del torneo, detrás de Eladio Zárate (22 goles). También anotó ocho goles durante la Copa Libertadores 1969, convirtiéndose en el máximo goleador de esa edición, el primer goleador Uruguayo y el primer goleador de un equipo chileno, Santiago Wanderers. Su equipo logró llegar a los cuartos de final, pero no pudo clasificarse para las semifinales. Ferrero dejó el elenco "caturro" en 1971, continúo su carrera en el Club Millonarios de Colombia, Valencia FC Venezuela y luego continuó su carrera jugando en Chile para Deportes Antofagasta y Unión La Calera (club donde terminó su carrera como futbolista). En su estadía en Chile, Ferrero anotó 53 goles en 159 partidos. Desde hace algunos años se desempeña como comentarista deportivo en el programa "Somos Deportivos" de Radio Valparaíso (102.5 FM, 121 AM, 97.7 FM en Casablanca).

## Clubes
| Club                 | País      | Año       |
| -------------------- | --------- | --------- |
| Racing de Montevideo | Uruguay   | 1960-1963 |
| Peñarol              | Uruguay   | 1964-1966 |
| Santiago Wanderers   | Chile     | 1967-1970 |
| Millonarios          | Colombia  | 1971-1972 |
| Valencia             | Venezuela | 1972-1973 |
| Deportes Antofagasta | Chile     | 1973-1974 |
| Unión La Calera      | Chile     | 1974      |

## Palmarés

### Campeonatos nacionales
| Título                | Club               | País     | Año  |
| --------------------- | ------------------ | -------- | ---- |
| Campeonato Uruguayo   | Peñarol            | Uruguay  | 1964 |
| Campeonato Uruguayo   | Peñarol            | Uruguay  | 1965 |
| Primera División      | Santiago Wanderers | Chile    | 1968 |
| Campeonato Colombiano | Millonarios        | Colombia | 1972 |

### Torneos internacionales
| Título                | Club    | País    | Año  |
| --------------------- | ------- | ------- | ---- |
| Copa Libertadores     | Peñarol | Uruguay | 1966 |
| Copa Intercontinental | Peñarol | Uruguay | 1966 |

### Distinciones individuales
| Distinción                              | Año  | Club               |
| --------------------------------------- | ---- | ------------------ |
| Máximo anotador de la Copa Libertadores | 1969 | Santiago Wanderers |